# Кубок Боснії і Герцеговини з футболу 2015—2016
Кубок Боснії і Герцеговини з футболу 2015–2016 — 22-й розіграш кубкового футбольного турніру в Боснії і Герцеговини. Титул вперше здобув Радник.

## Перший раунд
Матчі відбулися 22 та 23 вересня 2015.
| Команда 1          | Рахунок             | Команда 2                     |
| ------------------ | ------------------- | ----------------------------- |
| 22 вересня 2015    |                     |                               |
| Вележ              | 0-1                 | Слобода (Нови Град) (2)       |
| Широкі Брієг       | 5-0                 | Рудар (Прієдор)               |
| Младост (Гако) (3) | 0-1                 | Борац (Баня-Лука)             |
| 23 вересня 2015    |                     |                               |
| Младост (Д)        | 2–0                 | Чапліна (2)                   |
| Славія             | 4–0                 | Рудар (Углєвик) (3)           |
| Челік              | 1–0                 | Вітез                         |
| Дрина (Зворник)    | 0–1                 | Братство (2)                  |
| Радник             | 3–0                 | Младость (Веліка Обарска) (2) |
| Рудар (Какань) (2) | 2–0                 | Любушки (2)                   |
| Зриньські          | 1–1 (дч) (пен. 5–6) | Сараєво                       |
| Раднички (2)       | 2–1                 | Олімпік (Сараєво)             |
| Модрича (3)        | 1–1 (дч) (пен. 5–6) | ГОШК (2)                      |
| Горажде (2)        | 0–2                 | Слобода (Тузла)               |
| Нові Травнік (2)   | 1–5                 | Травнік                       |
| Желєзнічар         | 1–0                 | Крупа (2)                     |
| Ораш'є (2)         | 3–2                 | ТОШК Тешань (3)               |

## 1/8 фіналу
Перші матчі пройшли 21 жовтня, а матчі-відповіді - 3-4 листопада 2015 року.
| Команда 1               | Заг. | Команда 2       | 1-й матч | 2-й матч |
| ----------------------- | ---- | --------------- | -------- | -------- |
| Слобода (Нови Град) (2) | 2–8  | Младост (Д)     | 2–1      | 0–7      |
| Борац (Баня-Лука)       | 3–0  | Братство (2)    | 1–0      | 2–0      |
| Челік                   | 2–3  | Слобода (Тузла) | 1–1      | 1–2      |
| Травнік                 | 0–2  | Раднички (2)    | 0–2      | 0–0      |
| Рудар (Какань) (2)      | 2–10 | Радник          | 1–3      | 1–7      |
| Желєзнічар              | 4–0  | ГОШК (2)        | 3–0      | 1–0      |
| Ораш'є (2)              | 0–9  | Широкі Брієг    | 0–3      | 0–6      |
| Славія                  | 2–7  | Сараєво         | 1–4      | 1–3      |

## Чвертьфінали
Перші матчі пройшли 9 березня, а матчі-відповіді - 15-16 березня 2016 року.
| Команда 1         | Заг. | Команда 2   | 1-й матч | 2-й матч |
| ----------------- | ---- | ----------- | -------- | -------- |
| Раднички (2)      | 1:3  | Радник      | 0:2      | 1:1      |
| Широкі Брієг      | 3:2  | Младост (Д) | 3:1      | 0:1      |
| Борац (Баня-Лука) | 1:4  | Желєзнічар  | 0:2      | 1:2      |
| Слобода (Тузла)   | 5:1  | Сараєво     | 2:1      | 3:0      |

## Півфінали
Перші матчі відбулись 13 квітня, матчі-відповіді 20 квітня 2016 року.
| Команда 1  | Заг.    | Команда 2       | 1-й матч | 2-й матч |
| ---------- | ------- | --------------- | -------- | -------- |
| Радник     | 2:2 (ч) | Широкі Брієг    | 1:0      | 1:2      |
| Желєзнічар | 2:5     | Слобода (Тузла) | 1:2      | 1:3      |

## Фінал
| Команда 1       | Заг. | Команда 2 | 1-й матч | 2-й матч |
| --------------- | ---- | --------- | -------- | -------- |
| Слобода (Тузла) | 1:4  | Радник    | 1:1      | 0:3      |

### Перший матч
| 11 травня 2016 21:00 (UTC+2) |

| Слобода (Тузла) | 1:1      | Радник        |
| --------------- | -------- | ------------- |
| Мерзич 37'      | Протокол | Яковлєвич 56' |

| Стадіон «Тушань», Тузла Глядачів: 4 000 Арбітр: Адмір Шехович |

### Повторний матч
| 18 травня 2016 18:00 (UTC+2) |

| Радник                       | 3:0      | Слобода (Тузла) |
| ---------------------------- | -------- | --------------- |
| Ходжич 5' Мемішевич 64', 87' | Протокол |                 |

| Міський стадіон, Бієліна Глядачів: 6 000 Арбітр: Огнєн Вальїч |